# Glacier de l'Isar-Loisach

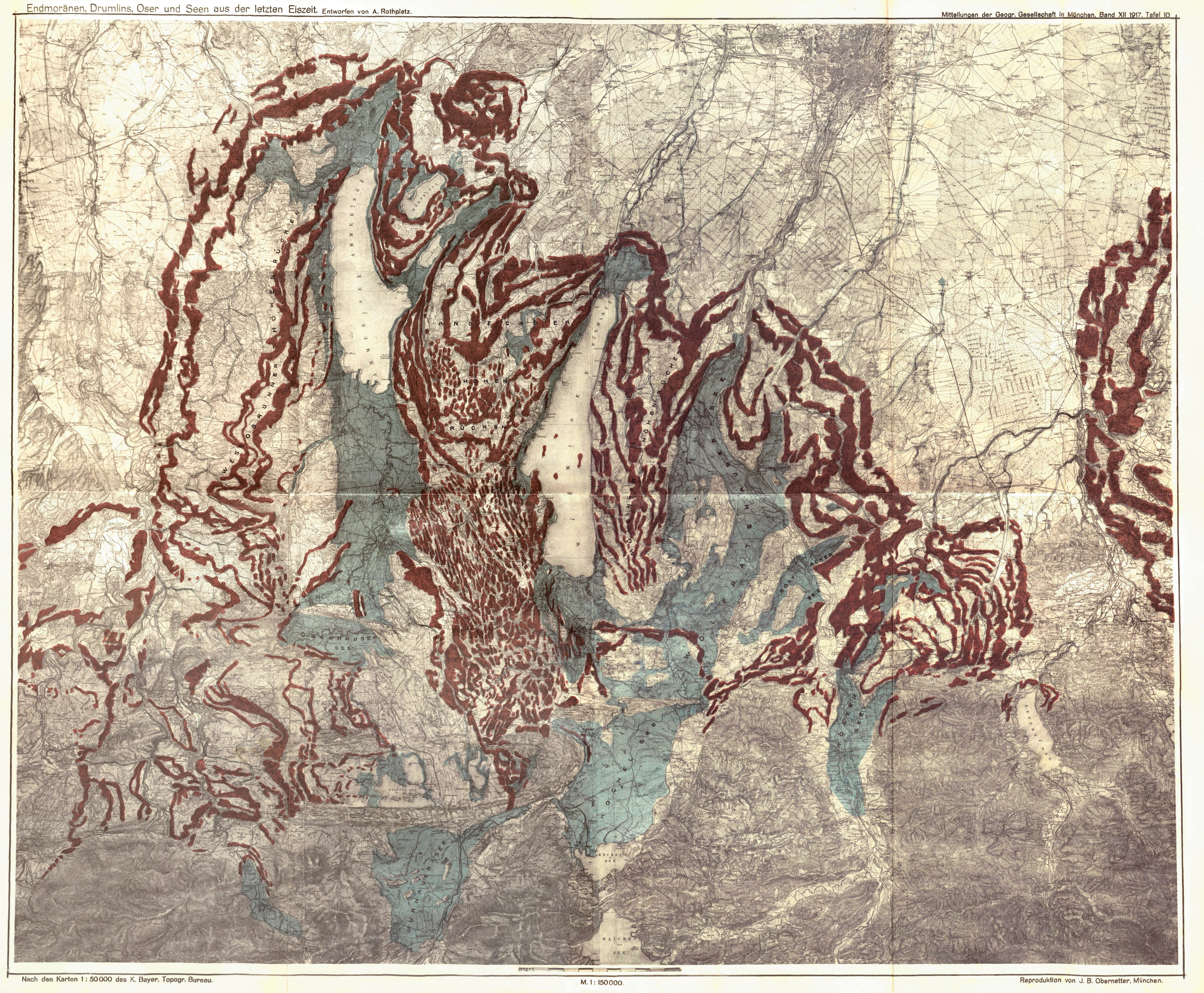
Extension maximale du glacier de l'Isar-Loisach avec les moraines en rouge et les lacs glaciaires en bleu-vert.

Le glacier de l'Isar-Loisach est un glacier des Préalpes bavaroises qui s'est formé lors des périodes froides du Pléistocène. Lors de la glaciation de Würm, c'est le glacier qui s'est étendu le plus vers le nord.
Il était fortement alimenté par le glacier de l'Inn qui envoyait une partie de ses glaces à travers le col de Fern, le Seefelder Sattel et le bassin du Kochelsee. Ceci explique la grande taille de ce glacier alors que la zone d'accumulation des bassins de l'Isar et de la Loisach était relativement peu étendue. 
Lors de sa dernière avancée il y a 20 000 ans, il a recouvert le plateau bavarois jusqu'à Landsberg am Lech, Grafrath, Geretsried et Sachsenkam. Seuls le Hoher Peissenberg et le Tischberg dépassaient comme des nunataks de cette large couche de glace. En dessous de son front, il a formé une vaste plaine avec les alluvions de ses eaux de fonte, le sandur de Munich.
En se retirant, ce glacier a laissé d'abondantes traces de son passage comme le champ de drumlins d'Eberfing avec 360 drumlins d'une longueur allant jusqu'à 1 900 mètres, des lacs de fusion de glace morte tels que les Osterseen et des tourbières (ex. : tourbière de Murnau). Il est aussi à l'origine de la formation de deux grands lacs, l'Ammersee et le lac de Starnberg qui, contrairement à de nombreux lacs d'origine glaciaire, subsistent encore car ils ne sont pas traversés par une puissante rivière.
Toutes ces traces du glacier de l'Isar-Loisach ont joué un grand rôle dans le développement de l'étude de la morphologie glaciaire au XIXe siècle, en particulier dans les travaux d'Albrecht Penck.

## Référence
- (de) Cet article est partiellement ou en totalité issu de l’article de Wikipédia en allemand intitulé « Isar-Loisach-Gletscher » (voir la liste des auteurs).